# Utreque
Utreque (Utrecht em neerlandês) é a capital e a cidade mais populosa da província homónima, nos Países Baixos. Com mais de 335 000 habitantes é a quarta mais populosa cidade do país, atrás de Amesterdão, Haia e Roterdão. Situa-se no centro do país, próximo de um ramal do rio Reno. Por causa da sua locação central no país, a cidade é um nó importante de tráfego, tanto o rodoviário como o ferroviário.
Historicamente, Utreque foi uma das primeiras verdadeiras cidades dos Países Baixos. É conhecida internacionalmente pelos canais, com os seus cais característicos, e pela torre do Domo, com 112 metros de altura, a torre de igreja mais alta do país. Em 1808, a cidade serviu como a capital do Reino da Holanda.
Nesta cidade encontra-se a Universidade de Utreque, uma das mais prestigiadas da Holanda.

## Etimologia

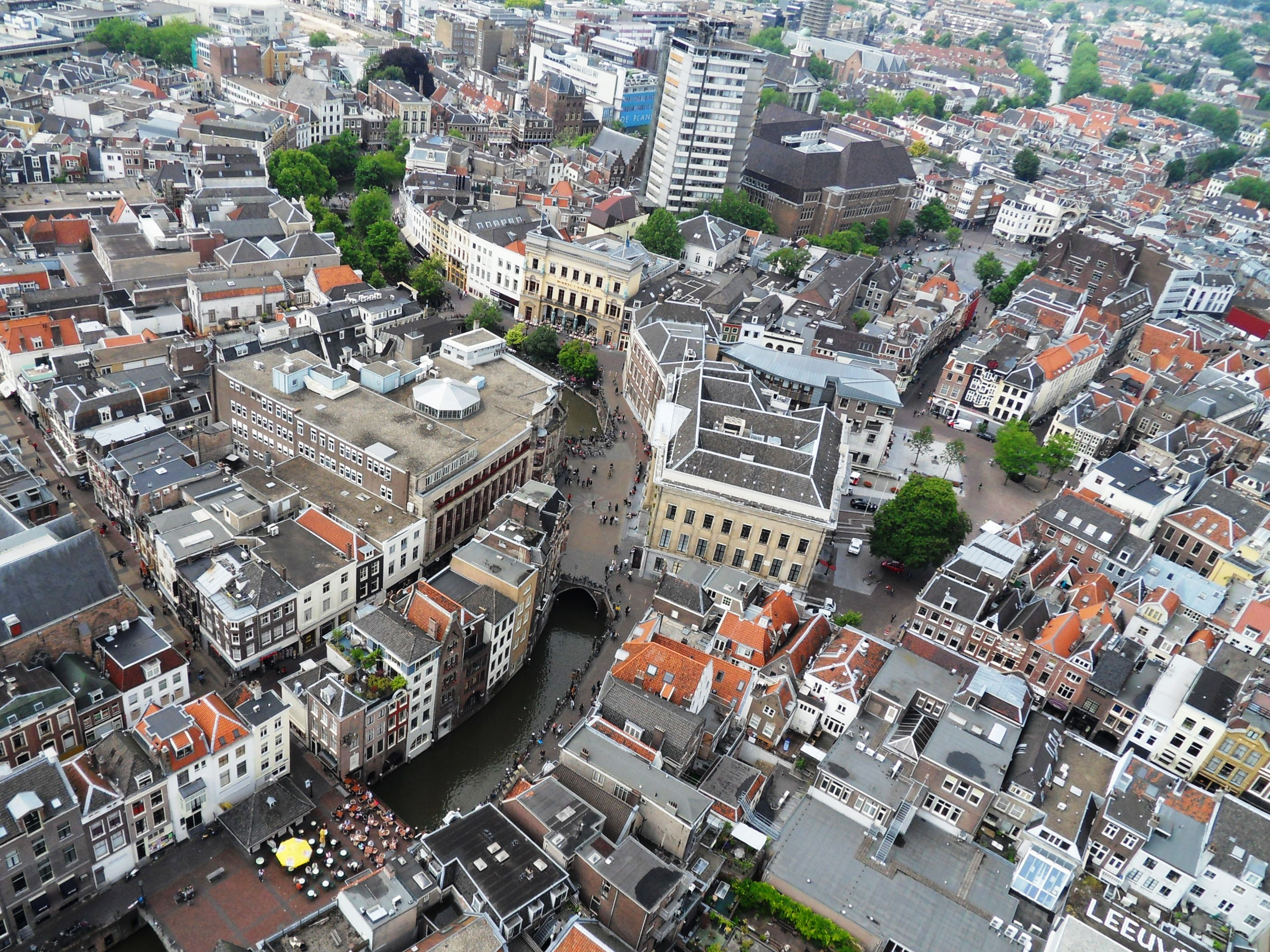
Vista sobre Utreque desde a torre do Domo

O nome Utrecht vem do nome latino Trajeto (em latim: Traiectum), que foi dado ao local onde se podia atravessar o rio Reno. A cidade tem vários cognomes, entre os quais Domstad (em português: Cidade do Domo), Utreg (no dialeto local da cidade), Utca, Leemput (no carnaval) e Me stadsie (a minha pequena cidade no dialeto local).

## Gentílico
Na língua holandesa, um habitante da cidade de Utreque chama-se Utrechter e não Utrechtenaar, porque o último termo associa-se a um caso de homossexualidade no século XVIII: atrás da catedral do Domo, havia um local em que os homossexuais se encontravam em segredo. Quando a Igreja Católica descobriu o local, as pessoas envolvidas foram condenadas à morte e a palavra Utrechtenaar, que se referia aos habitantes da cidade, passou a designar depreciativamente os homossexuais.

## História
Embora existam vestígios de ocupação humana na região desde a Idade da Pedra, convencionou-se relacionar a fundação da cidade com a construção do castelo (fortificação) romano no local da atual praça do Domo, no Centro da cidade, em 50.  A fortificação fez parte da linha de proteção da fronteira norte do Império Romano, os chamados limes. O castelo foi reconstruído quatro vezes entre 50 e 270. Depois de os Romanos partirem, os Frísios e os Francos lutaram para tomar posse da fortificação por muito tempo.
Em 690, o missionário e bispo anglo-saxão Vilibrordo construiu um centro espiritual com duas igrejas, às quais, mais tarde, adicionou-se mais uma. A igreja do Domo, dedicada a São Martinho de Tours, tem origem numa destas três igrejas. A partir do século XVIII, o bispo teve uma sede em Utreque e, assim, a cidade assumiu o papel de centro religioso dos Países Baixos. Também foi a capital do principado episcopal de Utreque.

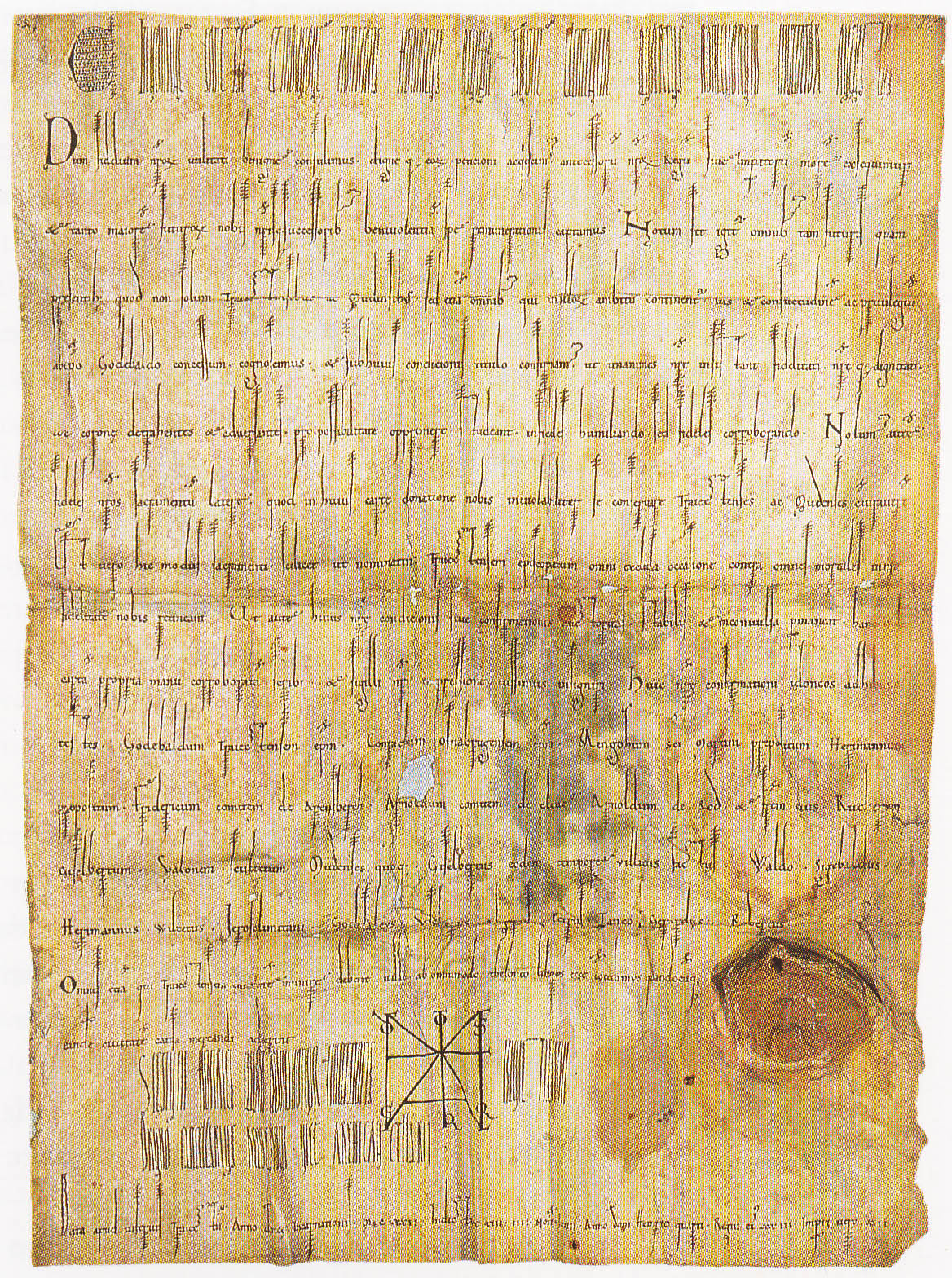
Escritura de 2 de junho de 1122 em que o imperador Henrique V confirmou os direitos de cidade de Utreque.

Em 2 de junho de 1122, Utreque recebeu os direitos de cidade do imperador Henrique V. O bispo perdeu muita influência sobre a cidade enquanto os cidadãos tiveram mais influência. No mesmo ano ainda, começou-se a construção de um muro que rondava a cidade e também do Oudegracht, o canal antigo.
A partir do século XII, dois regentes vizinhos ganharam mais influência, enquanto a do bispo de Utreque diminuiu. Os condados de Holanda e Gelre tentaram conquistar a cidade e o principado. Na cidade, formaram-se dois partidos: um favorecia o condado de Holanda e o outro o condado de Gelre. Durante os séculos seguintes, estes dois partidos lutaram um contra o outro muitas vezes.  Apesar da luta entre os dois partidos, Utreque permaneceu a maior e mais florescente cidade dos Países Baixos no século XIII. A construção da Igreja do Domo gótica começou em 1254 e seguiu o exemplo das grandes catedrais francesas.

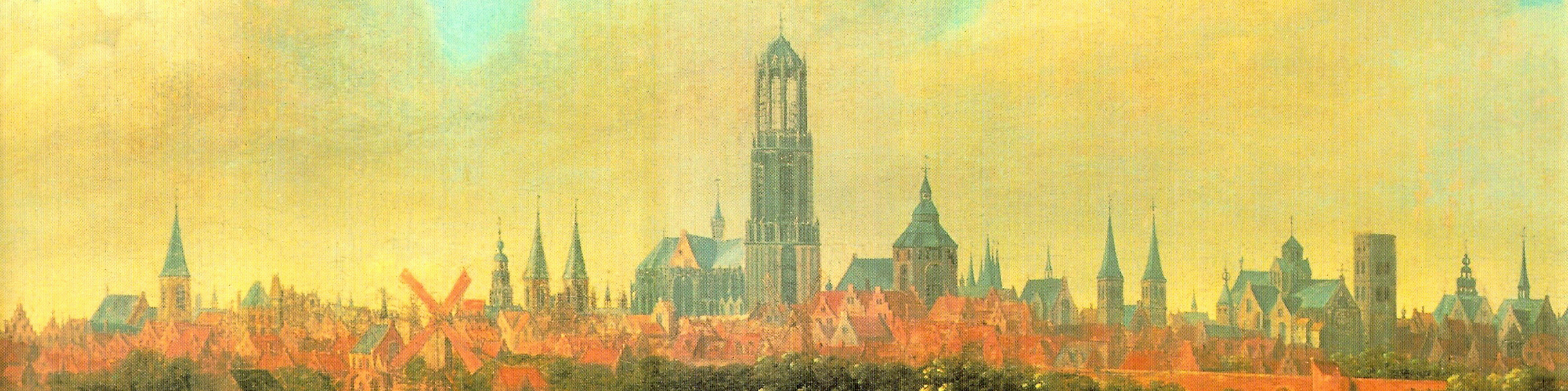
Vista do século XVII de Utreque, por Joost Corneliszoon Droochsloot (1586–1666).

Nos séculos XVI e XVII, Utreque teve um papel importante na pintura holandesa com a Escola de Utreque. Os pintores mais famosos de Utreque são Jan van Scorel, Joachim Wtewael, Abraham Bloemaert, Paulus Moreelse, Hendrick ter Brugghen, Gerard van Honthorst, Dirck van Baburen, Cornelis van Poelenburch, Jan Both e Jan Baptist Weenix.
A partir da Alta Idade Média até ao início do século XIX, houve várias mudanças no poder na cidade, entre as quais as mudanças da reforma protestante, as corporações de ofício e as ocupações pelos espanhóis e pelos franceses. A Universidade de Utreque foi estabelecida na primeira metade do século XVII. Nos séculos mais recentes, a cidade tem crescido muito, especialmente depois da Segunda Guerra Mundial, e é agora a quarta mais populosa cidade dos Países Baixos.

## Geografia

### Clima

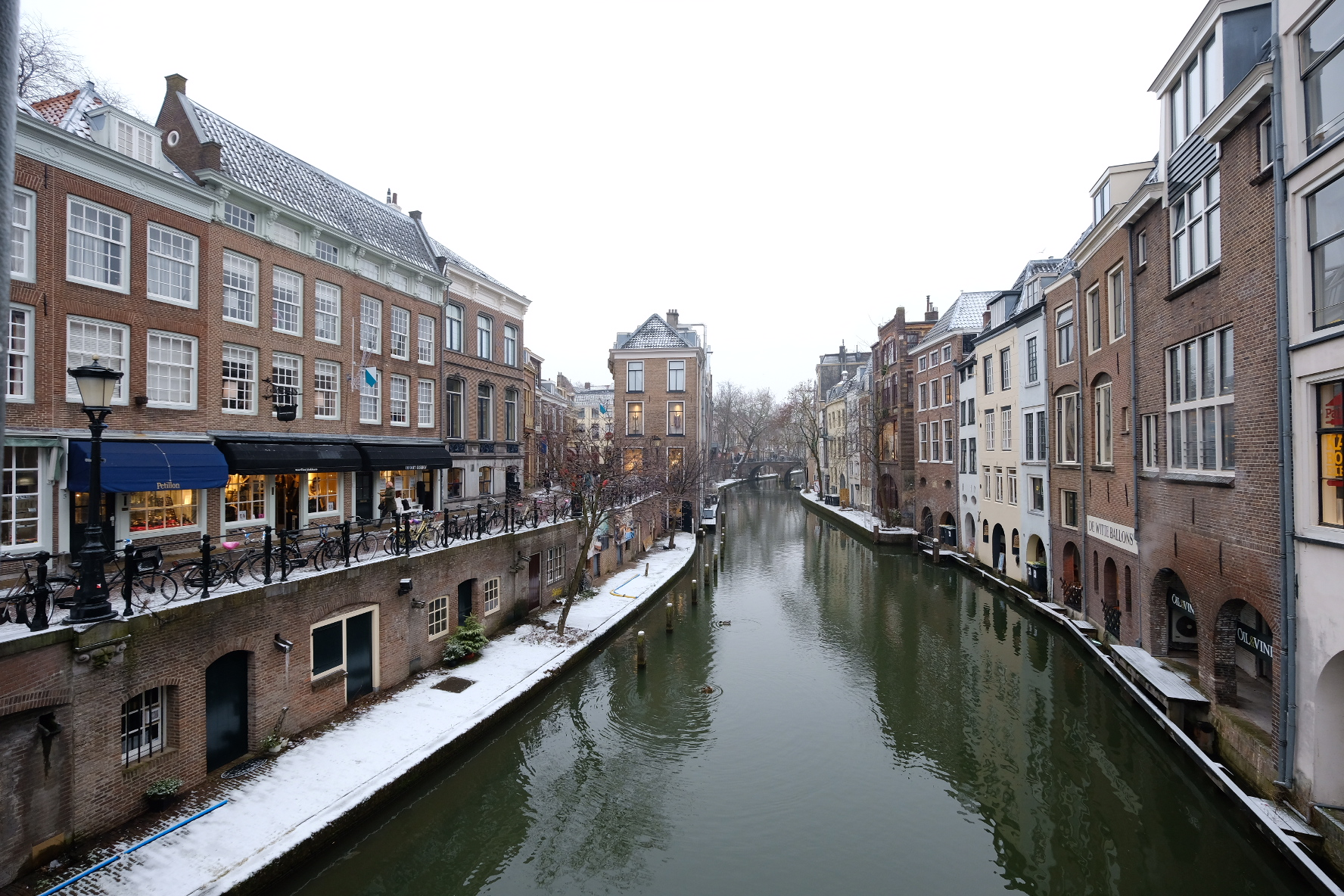
Neve em Utrecht no velho canal (Oude Gracht), 2017.

Utrecht tem um clima oceânico temperado, de acordo com a classificação climática de Köppen-Geiger, com verões moderados e parcialmente nublados e invernos frios e nublados. A temperatura raramente cai abaixo de -6 °C ou sobe acima de 28 °C, normalmente mantendo-se entre 0 °C e 22 °C. A temperatura anual é de 10,6 °C.O mês mais frio do ano é janeiro, com uma temperatura média alta de 5,2 °C e uma baixa média de 1,6 °C, sendo fevereiro o segundo mais frio. O mês mais quente sendo julho, com uma temperatura média alta de 22,3 °C e uma baixa média de 13,8 °C, e o segundo mais quente agosto.
Há uma precipitação anual de aproximadamente 827mm, com a maioria dessa precipitação ocorrendo no inverno, nos meses de dezembro, janeiro e fevereiro. Em um ano há cerca de 157,3 dias de chuva e 7,4 dias de neve. O mês com mais dias de chuva é julho (17,9) e o com menos dias é outubro (10,9). Neva nos meses de janeiro, fevereiro, março, novembro e dezembro, sendo fevereiro o mês com mais neve. A umidade relativa do ar é maior nos meses de dezembro (88%), novembro e janeiro (87%) e menor no meses de abril (75%), maio, julho, agosto (77%) e junho (78%).

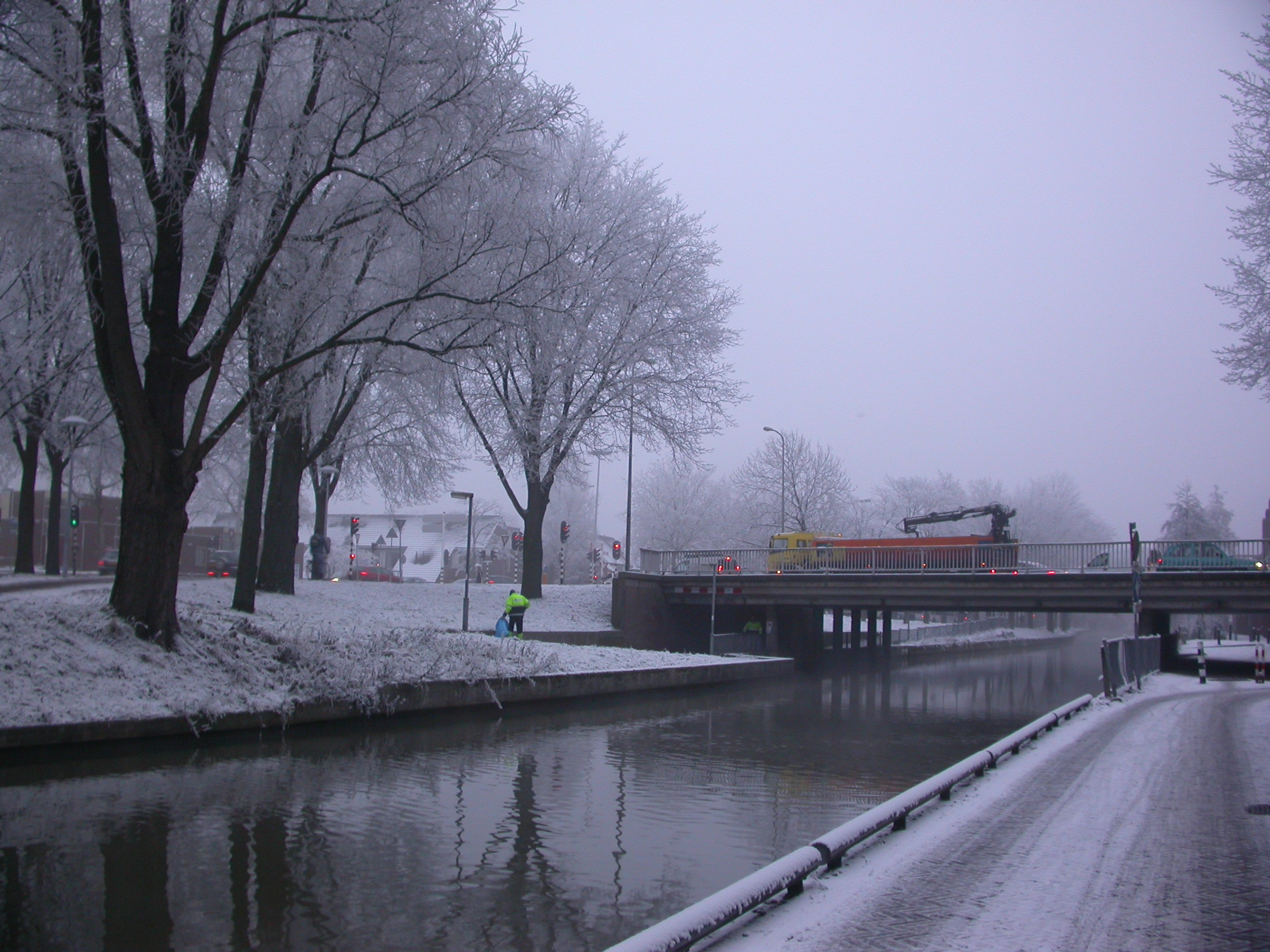
Neve em Utrecht no rio Krommerijn, 2007.

O inverno é a estação com mais dias nublados, sendo novembro (16,6), dezembro (19,4) e janeiro (19,2) os meses com mais dias nublados. Os meses com dias mais ensolarados são agosto (5), setembro (4,9) e outubro (5,1). Dezembro, janeiro e fevereiro são os meses com a maior velocidade do vento (17,9km/h, 17,4km/h e 17,7km/h respectivamente), com a direção predominante pela maior parte do ano sendo o sudoeste, seguido pelo oeste-sudoeste e sudoeste-sul. Os ventos mais rápidos foram registrados na direção oeste-sudoeste, com mais de 10 horas de ventos a 61km/h.
A duração do dia varia muito durante o ano, sendo o dia mais curto em dezembro, com 7 horas e 44 minutos, e o mais longo em junho, com 16 horas e 45 minutos. O índice de raios ultravioletas também varia durante o ano, sendo 2 em janeiro, fevereiro, novembro e dezembro, 3 em março, abril e outubro, 4 em maio e setembro e 5 em junho, julho e agosto. Os meses com maior pressão atmosférica são maio, junho e setembro (1.016,5mbar, 1.016,1mbar e 1.017mbar, respectivamente) e os meses com menor pressão atmosférica são novembro, dezembro e fevereiro (1.011,5mbar, 1.014,7mbar e 1.014,4mbar).

### Demografia
Utrecht tem uma população de 368.024 habitantes, abrigando 25% da população da província de mesmo nome, numa área de 93.83 quilómetros quadrados, o que faz a cidade a quarta mais populosa da Holanda (Atrás apenas de Amsterdã, Roterdã e Haia) e expressa uma densidade demográfica de 3 830 habitantes por km². Em 2009, a população era de aproximadamente 300 mil habitantes, constituindo um aumento populacional de quase 60 mil habitantes. Há 70 595 pessoas entre 0-17 anos, 249 726 entre 18-64 anos e 37 726 com mais de 65 anos. O maior grupo etário consiste em pessoas com entre 20 e 29 anos de idade, com 77 907 se encaixando nesse perfil, seguido por 30-39 e 40-49.
Em 2020, haviam 175.395 homens e 182.202 mulheres, consistindo 51% e 49% da população, respetivamente. Em 2019, 318 398 pessoas eram de nacionalidade holandesa, consistindo o maior grupo de habitantes com 90,2% da população, 14 732, ou 4,2%, vinham de outros países-membros da União Europeia e o Reino Unido, e 19 736, ou 5,6%, tinham outras nacionalidades. No mesmo ano, o país de nascimento dos pais de residentes era principalmente a Holanda, seguido por Marrocos, Turquia, Suriname e Antilhas Holandesas, com outros países de origem compondo 26.702.

## Economia
Utreque é centro de comunicações fluviais e terrestres e possui indústrias de tabaco, produtos químicos, cervejas, almofadas e tecidos de algodão.

## Monumentos

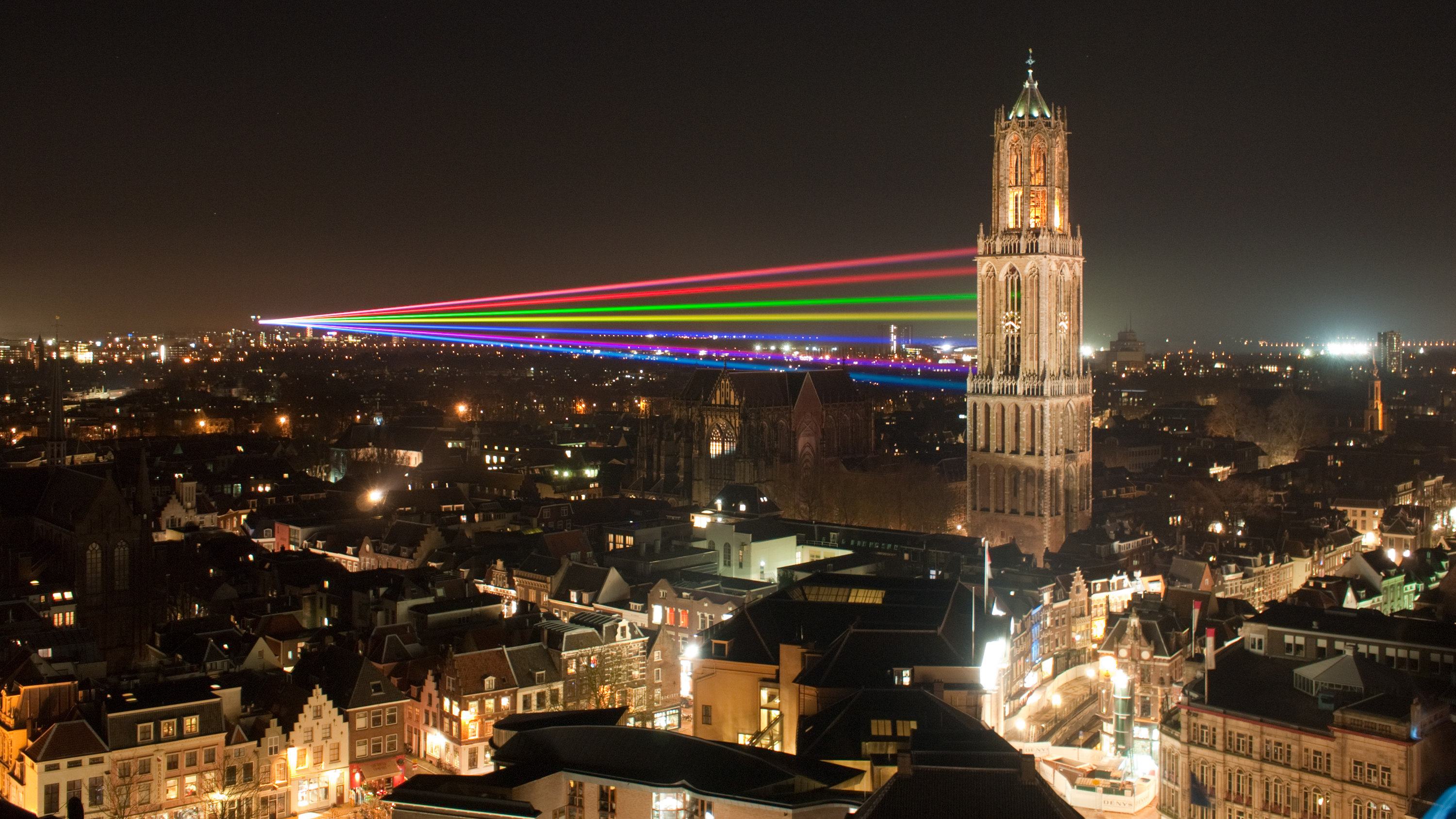
O Sol Lumen, em Utrecht.

Os principais monumentos da cidade são:
- A Domkerk, a igreja do Domo; o maior catedral da cidade com a famosa Torre do Domo
- Catedral de Santa Catarina, de estilo gótico, construída em 1521
- A Sint Janskerk ("Igreja de são João", de 1020)
- A Pieterskerk ("Igreja de são Pedro", de 1039 a 1048)
- A Universidade de Utreque
- Casa da Moeda e outros edifícios